# ゾンビ・オブ・ザ・デッド2
『ゾンビ・オブ・ザ・デッド2』（原題：Biohazardous）は、アメリカ合衆国の映画作品。

## キャスト
| 役名                   | 俳優                     | 日本語吹替 |
| ---------------------- | ------------------------ | ---------- |
| ローラ・フォーマン     | スプレイグ・グレイデン   | 大垣理香   |
| マイク・ウォーカー巡査 | アル・トンプソン         | 鎌倉哲也   |
| マードック巡査         | ジョン・アヴナー         | Andy       |
| スタイン               | トーマス・A・カーヒル    | 齋藤亮太   |
| モーリス神父           | ウィル・ダンハム         | 野村達也   |
| スティーブ             | デヴィッド・ガーバー     | 別見守     |
| ジョンソン             | アラン・プレウィット     | 石井勇揮   |
| Tボーン                | アイヴァン・ブッチャー   | 山田亮     |
| ジェニファー           | キャサリン・ウィニック   | 木村夕香   |
| クリスティーン         | ミシェル・サントピエトロ | 松田典子   |
| ジョー                 | マット・マーキー         | 齋藤亮太   |
| アナウンサーの声       |                          | はるか     |

## 受賞歴
- 2001年B-Movie Film Festivalメイクアップ賞 - アンソニー・ペペ（キーメイクアップアーティスト）[1]
- 2002年Director's Choice Award特殊効果&メイクアップ賞[1]